# Рудеево (Ярославская область)
Рудеево — деревня в Некрасовском районе Ярославской области. Входит в состав сельского поселения Красный Профинтерн.

## География
Находится в восточной части Ярославской области на расстоянии приблизительно 13 км на запад-северо-запад по прямой от административного центра района поселка Некрасовское в левобережной части района.

## История
В 1859 году здесь (деревня Ярославского уезда Ярославской губернии) было учтено 19 дворов, в 1898 — 31.

## Население
Численность населения: 102 человека (1859 год), 17 (русские 100 %) в 2002 году, 12 в 2010.